# Michele Galati
Michele Galati (Verona, 1º marzo 1952 – Verona, 9 marzo 2019) è stato un brigatista italiano.

## Biografia
Fu membro della colonna veneta delle Brigate Rosse, condannato a 16 anni nel processo per l'omicidio di Alfredo Albanese, avvenuto il 12 maggio 1980, e scarcerato nel 1987.
Galati venne arrestato dalle forze dell'ordine nel dicembre 1980, e poco dopo venne citato in un documento BR, diffuso nel corso del sequestro Giovanni D'Urso come militante combattente catturato e "sequestrato per giorni e giorni, sottoposto a torture".
Brigatista pentito, a partire dal 1981 ha fornito indicazioni sulle attività clandestine legate al terrorismo, parlando dei presunti rapporti di Mario Moretti con l'Hyperion che portarono all'arresto di Corrado Simioni, Duccio Berio e Vanni Mulinaris.
È stato il primo terrorista, nel 1991, ad aver parlato al giudice Salvini delle controinchieste delle Brigate Rosse sulla strage di Piazza Fontana, sulla morte di Giuseppe Pinelli (secondo Galati le BR sarebbero giunte alla conclusione che Pinelli si sarebbe suicidato essendosi accorto di aver avuto un ruolo involontario nel trasporto dell'esplosivo usato per l'attentato) e sulla morte del Commissario Luigi Calabresi.
Suo fratello Paolo venne arrestato nel gennaio 1982, nel corso delle indagini sul rapimento Dozier.